# لاف آيلاند
لاف آيلاند (بالإنجليزية: Love Island)‏ هو برنامج مواعدة بريطاني بدأ عرضه في 2015 على قناة آي تي في.تم إنتاج 15 نسخة من البرنامج في جميع أنحاء العالم.حقق البرنامج نجاحاً كبيراً وأصبح مؤثراً في الثقافة البريطانية.